# Henri Sauvage

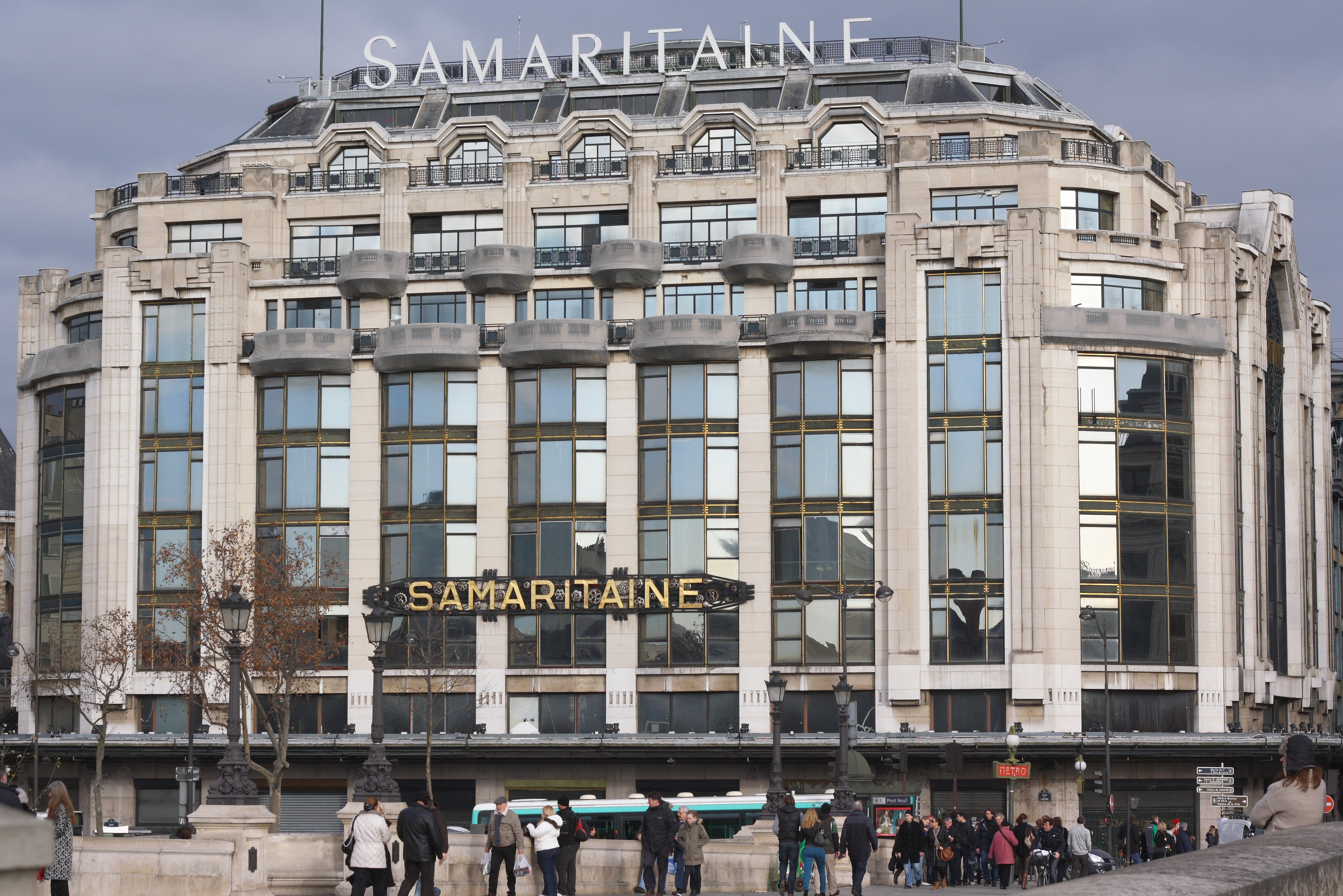
Ehemaliges Kaufhaus La Samaritaine in Paris

Henri Sauvage (auch Frédéric-Henri Sauvage) (* 10. Mai 1873 in Rouen; † 21. März 1932 in Paris) war ein französischer Architekt, dessen Bauwerke die Entwicklung vom Jugendstil zum Art déco widerspiegeln. Er entwarf Villen und Hotels sowie Möbel und Inneneinrichtungen für Privatwohnungen und Geschäfte. Mit Frantz Jourdain (1847–1935) führte Henri Sauvage den Erweiterungsbau des Pariser Kaufhauses La Samaritaine aus. In Paris und Le Havre baute er Mietwohnungen in Stahlbeton. Er setzte sich für die Verwendung von Fertigbauteilen ein und experimentierte mit neuen Materialien.

## Familie
Henri Sauvage stammte aus einer Industriellenfamilie aus Rouen. Sein Großvater betrieb eine Spinnerei. Sein Vater, Henri-Albert Sauvage, war Rechtsanwalt am Gericht von Rouen und ließ sich 1890 in Paris nieder, wo er mit Alexandre-Amédée Jolly die Tapeten- und Stofffabrik Jolly et Sauvage gründete. Henri Sauvage war mit Marie-Louise Charpentier, der Tochter des Bildhauers Alexandre Charpentier, verheiratet. Mit ihr hatte er einen Sohn und drei Töchter.

## Laufbahn

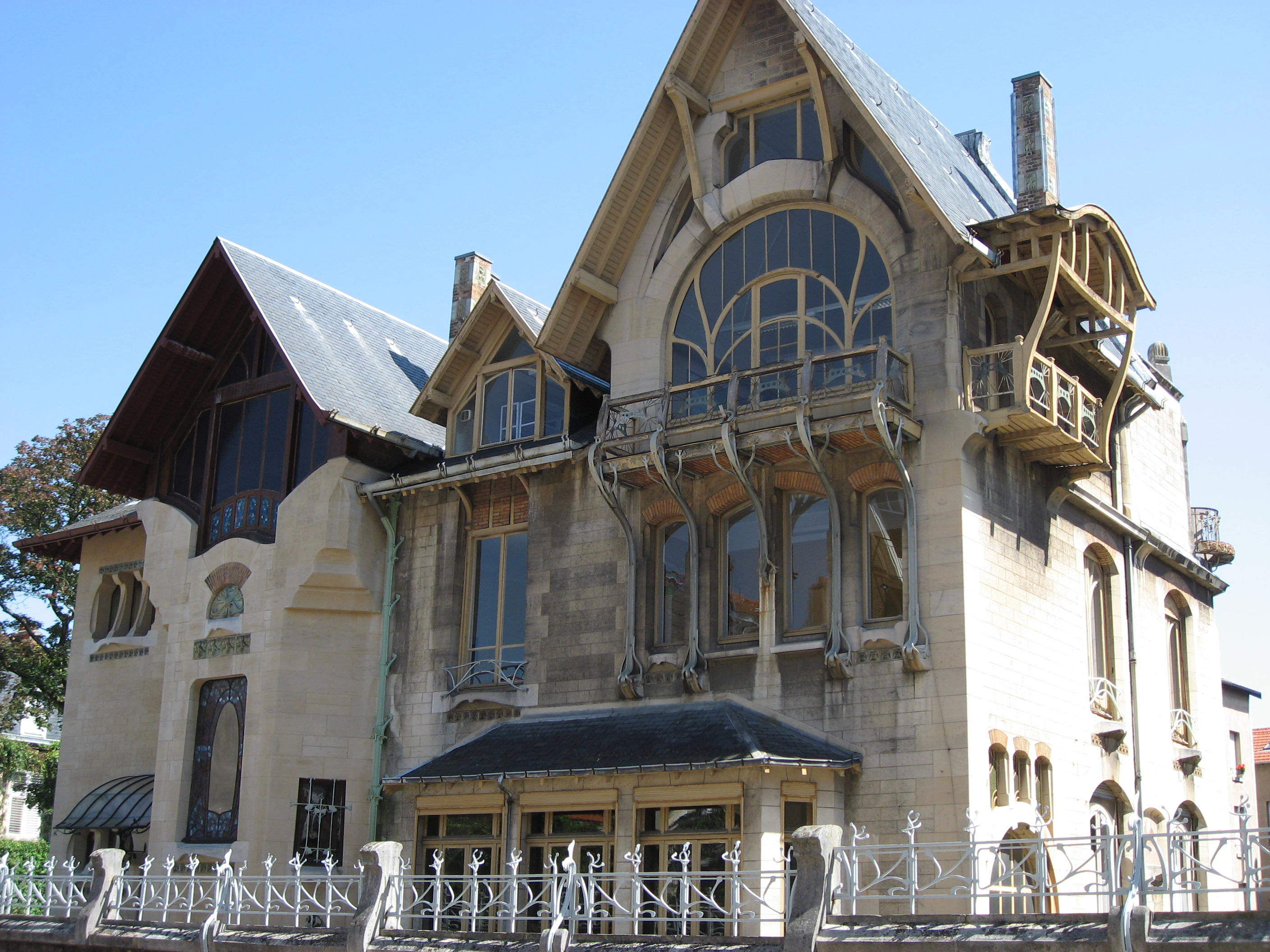
Villa Majorelle in Nancy

1890 wurde Henri Sauvage in die École des Beaux-Arts in Paris aufgenommen. Dort besuchte er die Kurse von Jean-Louis Pascal. 1895 beendete er die Ausbildung, obwohl er einige Auszeichnungen erhalten hatte, ohne Abschluss.
Henri Sauvage richtete für die Firma seines Vaters Jolly et Sauvage ein nicht mehr bestehendes Geschäft für Innendekoration in der Rue de Rohan im 1. Arrondissement in Paris ein, zu dessen Kunden Hector Guimard zählte. Außerdem entwarf Henri Sauvage Möbel im Jugendstil nach dem Vorbild von Gustave Serrurier-Bovy. In der Werkstatt des Bildhauers Alexandre Charpentier, dessen Tochter er 1898 heiratete, lernte Henri Sauvage den Kunsttischler Louis Majorelle (1859–1926), die Maler Henri Toulouse-Lautrec und Auguste Renoir kennen.
Von Louis Majorelle erhielt Henri Sauvage 1898 den Auftrag für den Bau einer Villa (Villa Majorelle) in Nancy, die 1902 fertiggestellt wurde und den jungen Architekten bekannt machte. Auch der Bau des wieder abgerissenen Theaters für Loïe Fuller für die Pariser Weltausstellung von 1900 trug zu seiner Bekanntheit bei.

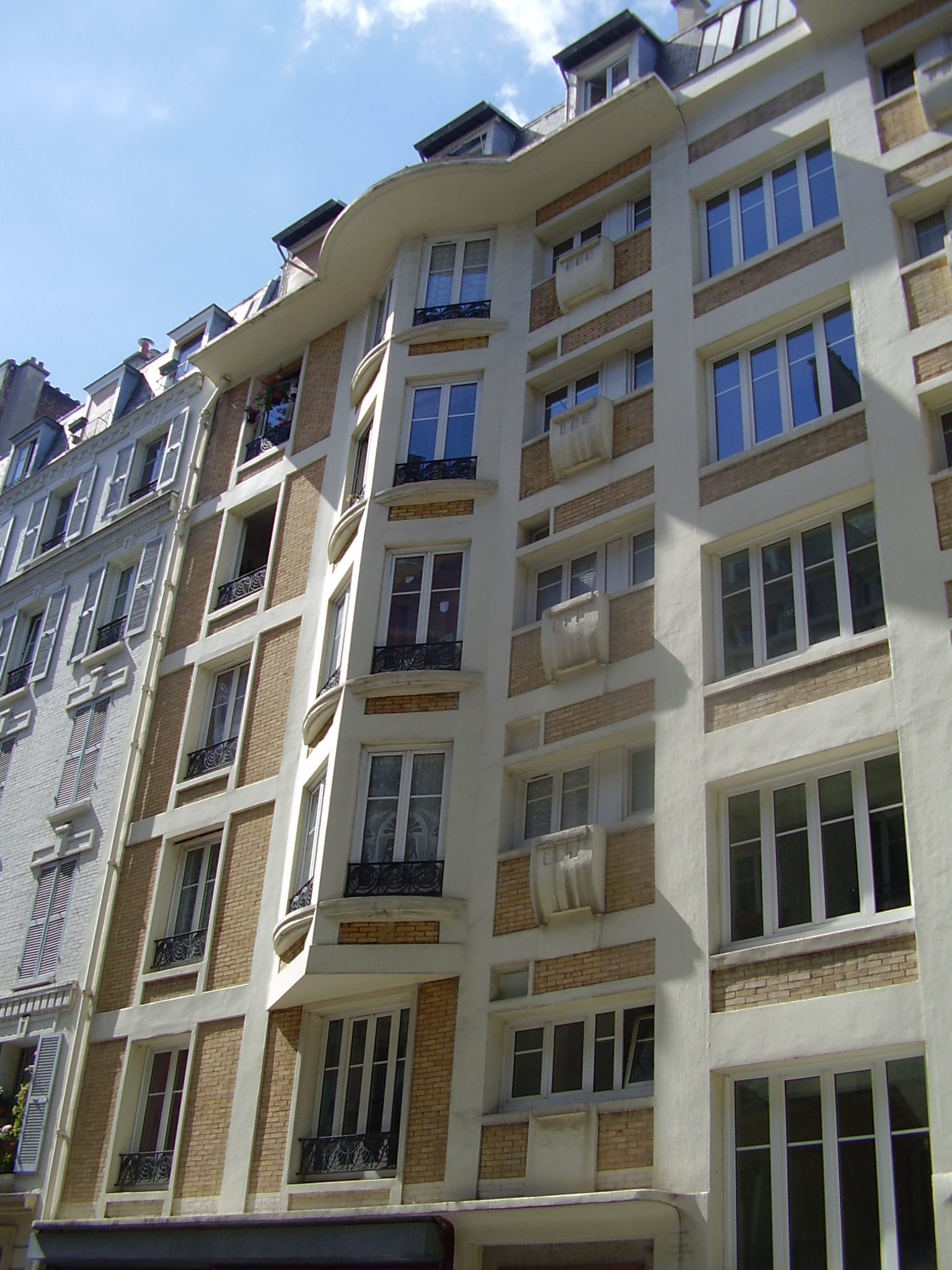
Mietshaus in der Rue Trétaigne im 18. Arrondissement in Paris

Um 1900 schloss sich Henri Sauvage mit dem Architekten Charles Sarazin zusammen, der bis 1916 bei fast allen seiner Bauten beteiligt war. Gemeinsam mit ihm arbeitete er für die 1903 von Frantz Jourdain, Paul Gallimard, Amédée Dherbécourt gegründete Société Anonyme des Logements Hygiéniques à Bon Marché (Gesellschaft für hygienische und preiswerte Wohnungen), deren erstes Projekt das Mietshaus in der Rue Trétaigne im 18. Arrondissement von Paris war. Neuheiten waren die Bauweise in Stahlbeton mit Ziegel als Füllmaterial, die Erkerfenster und die unter den Küchenfenstern vorstehenden vorgefertigten Mauerkästen aus Sichtbeton, die als natürliche Kühlschränke dienten. Bei dem Mietshaus am Boulevard de l'Hôpital Nr. 165 im 13. Arrondissement von Paris, von der gleichen Gesellschaft errichtet, wurde die Betonfassade vollständig mit Keramikfliesen verkleidet.
Im Bestreben, Wohnungen zu bauen, die mit viel Licht und Luft versorgt wurden, entwickelte Henri Sauvage die Stufenhäuser. Sein erstes Gebäude in Stufenform, dessen Fassade ebenfalls mit Keramikfliesen verkleidet war, wurde 1913 fertiggestellt. In diesem Haus in der Rue Vavin Nr. 26 im 6. Arrondissement von Paris hatte Henri Sauvage von 1913 bis zu seinem Tod 1932 sein Büro eingerichtet.
1916 erhielt er von der Société Anonyme des Logements Hygiéniques à Bon Marché einen Auftrag für ein Mietshaus in der Rue des Amiraux im 18. Arrondissement von Paris, das er ebenfalls in Stufenform errichtete. Im mittleren unteren Bereich, der anderweitig schwer nutzbar war, wurde ein Schwimmbad eingebaut.
1923 gründete Henri Sauvage mit Frantz Jourdain, Hector Guimard, Joachim Richard, Pierre Sézille, Louis Brachet und Tony Selmersheim die Société des architectes modernes (Gesellschaft moderner Architekten) und 1926 gründete er die Société de Construction Rapide (Gesellschaft für schnelles Bauen) mit dem Ziel, die Standardisierung und Kommerzialisierung von Fertigteilen voranzutreiben. Außerdem experimentierte er mit neuen Materialien wie Solomit (beschichtete Bauplatten aus Stroh) und Faserzement.

## Bauwerke

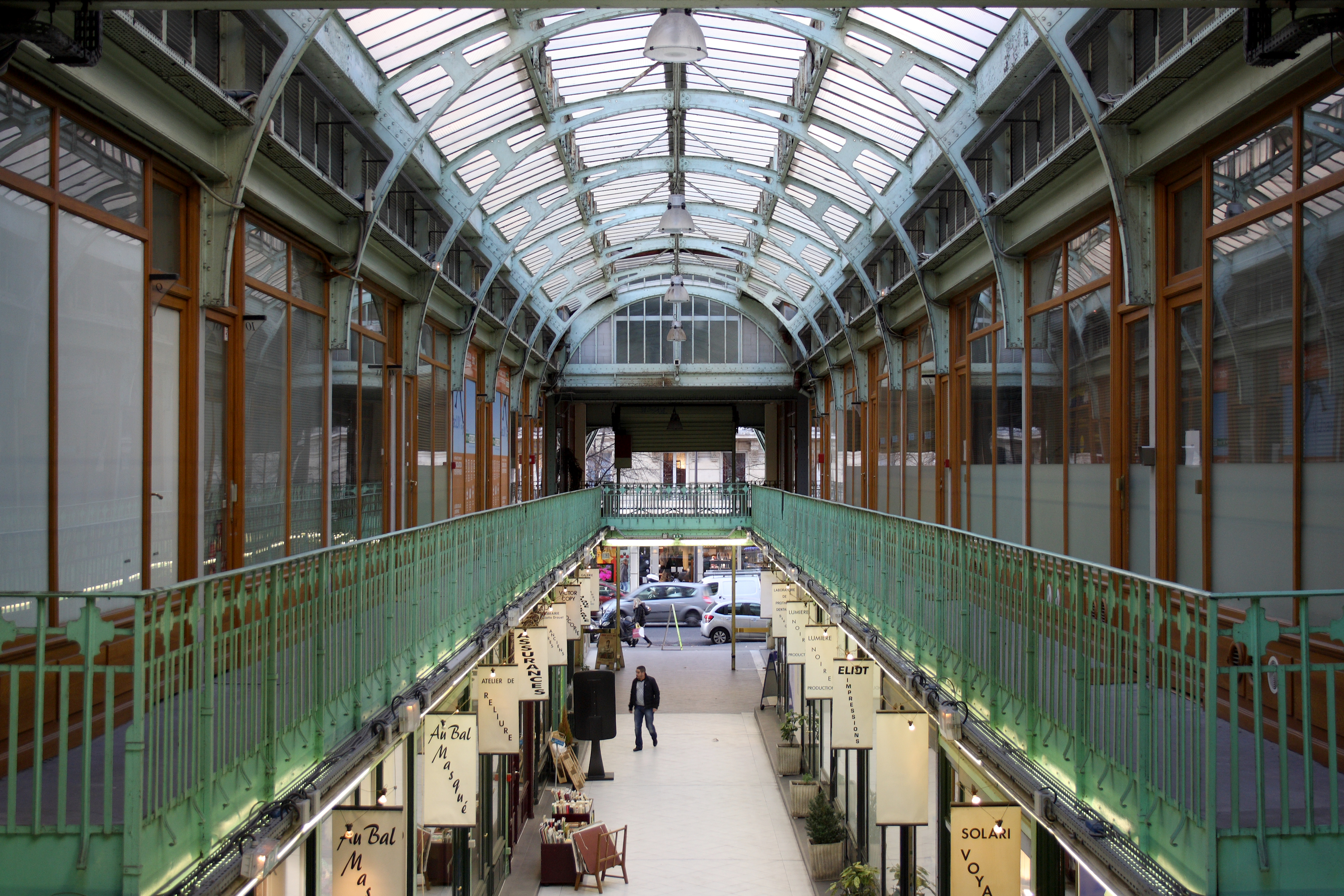
Cité de l'Argentine im 16. Arrondissement in Paris

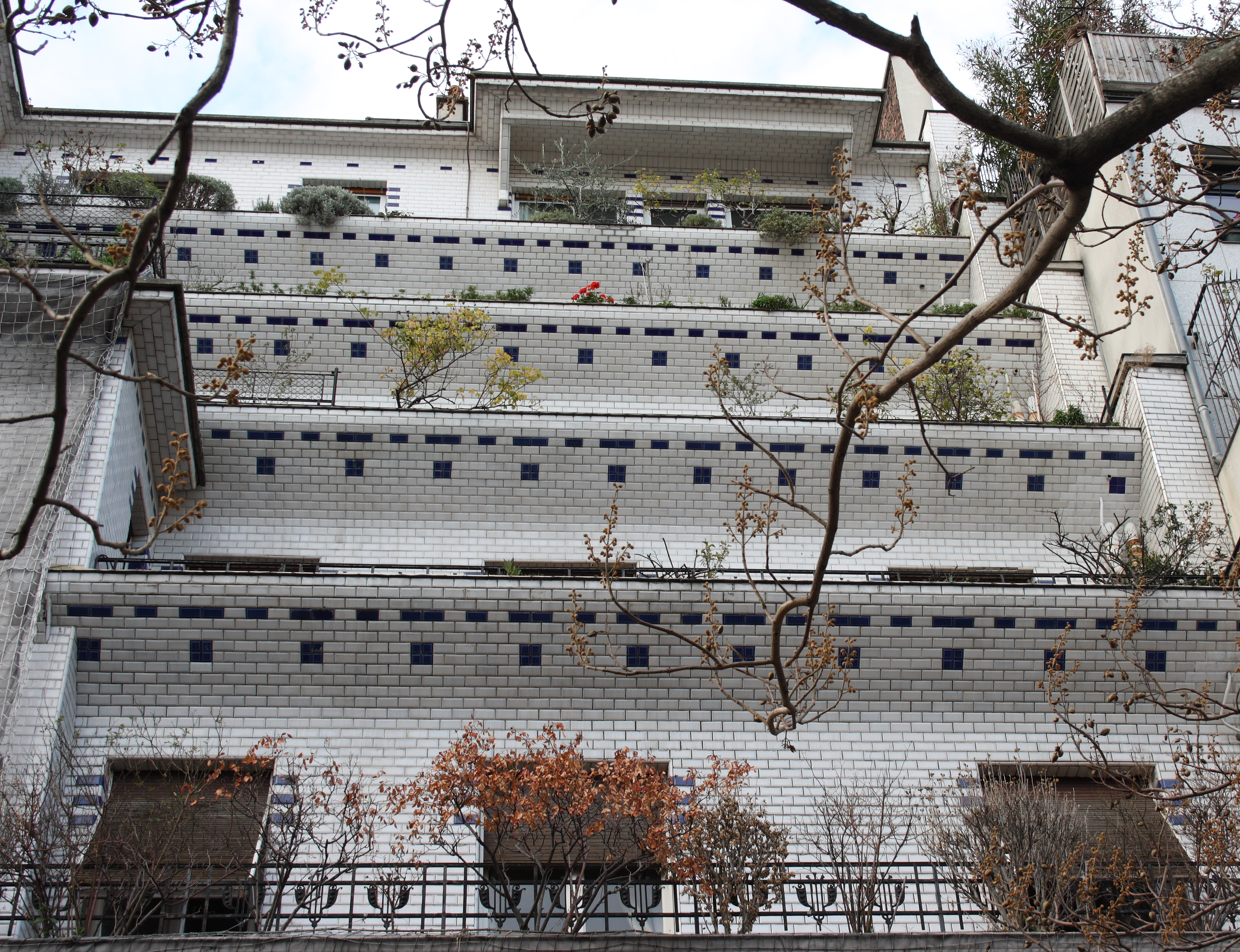
Wohnhaus in der Rue Vavin im 6. Arrondissement in Paris

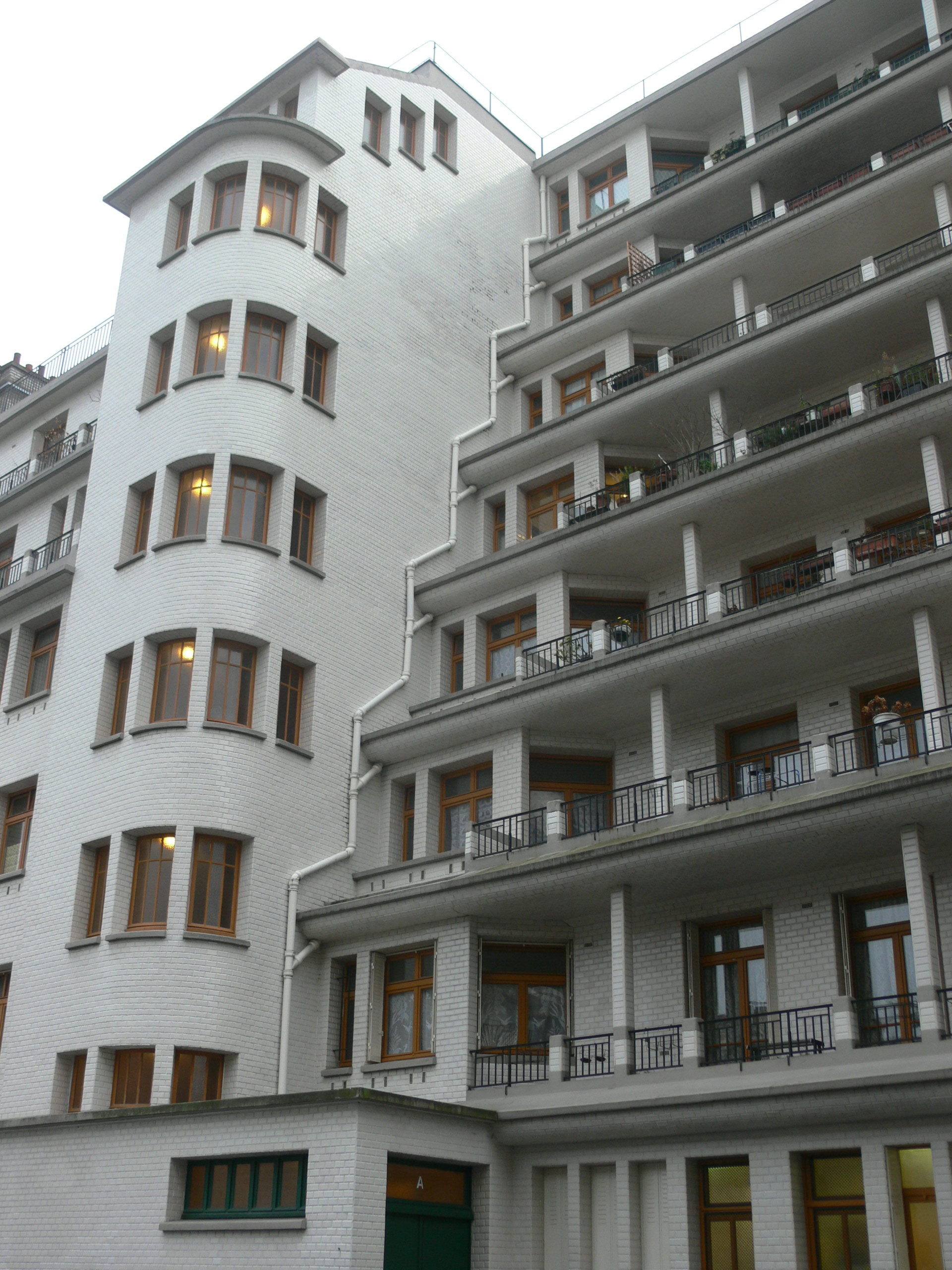
Mietshaus mit Schwimmbad in der Rue des Amiraux im 18. Arrondissement in Paris

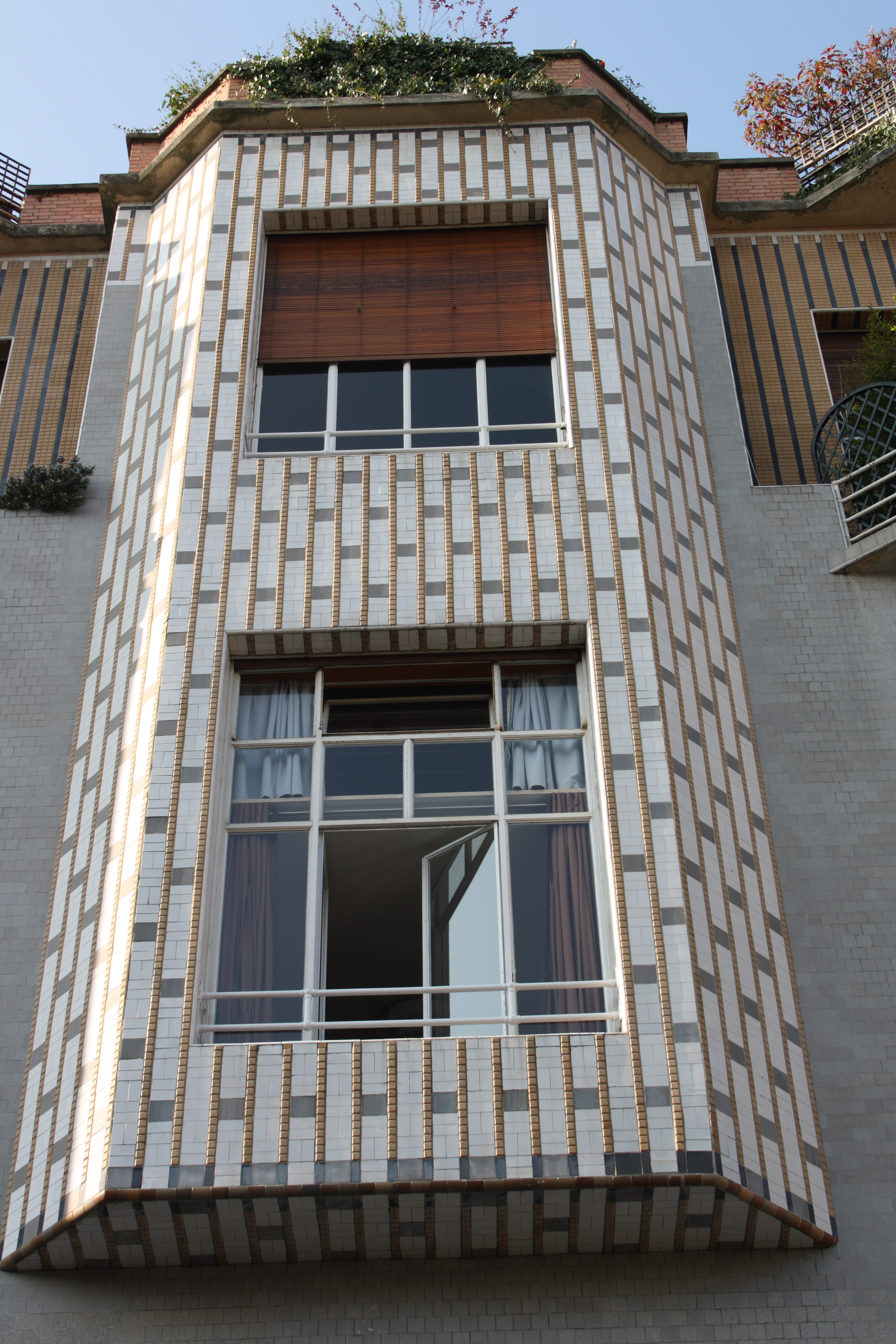
Studio Building in der Rue des Perchamps im 16. Arrondissement in Paris

Kurs von Prof. Pascal an der Ecole des Beaux-Arts, Paris, mit Sauvage (Nr. 50)

- 1898–1902: Villa Majorelle[2], Rue Louis-Majorelle Nr. 1 in Nancy (Grand Est), mit dem Architekten Lucien Weissenburger, Alexandre Charpentier (Bildhauer), Francis Jourdain (Innenausstattung), dem Sohn von Frantz Jourdain, Alexandre Bigot (Keramiker).
- 1899: Einrichtung von zwei Räumen im Café de Paris, Avenue de l'Opéra Nr. 41 im 1. Arrondissement von Paris. In den 1950er Jahren wurde die Einrichtung zerstört, der Salon mauve wurde im Musée Carnavalet in Paris wieder rekonstruiert.
- 1903: Mietshaus, Rue Damrémont Nr. 17 im 18. Arrondissement von Paris
- 1903–1904: Mietshaus, Rue de Trétaigne Nr. 7 im 18. Arrondissement von Paris
- 1904: Mietshaus, Rue Laugier Nr. 22 im 17. Arrondissement von Paris
- 1905: Mietshaus, Rue Danville Nr. 10 im 14. Arrondissement von Paris
- 1905–1906: Mietshaus, Rue Sévero Nr. 20 im 14. Arrondissement von Paris
- 1906: Hôtel Princess (ehemaliges Hôtel des Voyageurs), Boulevard Sainte-Beuve Nr. 4–6 in Boulogne-sur-Mer (Île-de-France)
- 1906: Villa Marcot[3] (Anbau an das Collège Jacques Monod), Avenue Thiers Nr. 16 in Compiègne (Hauts-de-France)
- 1907: Villa Natacha[4], Rue d'Espagne Nr. 110 in Biarritz (Nouvelle-Aquitaine)
- 1907: Mietshaus und Einkaufspassage, Cité de l'Argentine[5], Avenue Victor-Hugo Nr. 111 im 16. Arrondissement von Paris
- 1907: Mietshaus, Rue de la Chine Nr. 1 im 20. Arrondissement von Paris
- 1908–1909: Mietshaus, Boulevard de l'Hôpital Nr. 165 im 13. Arrondissement von Paris
- Um 1909: Hôtel Trianon Les Terrasses in Le Tréport im Département Seine-Maritime (Normandie)
- 1909–1912: Gran Hotel Ancira (ehemals Palace Hôtel), Avenue Melchor Ocampo Oriente Nr. 443 in Monterrey (Mexiko)
- 1911: Mietshaus, Rue de la Boétie Nr. 29 im 8. Arrondissement von Paris
- 1911: Mietshaus, Rue Jean Macé Nr. 26 in Le Havre (Normandie)
- 1912–1913: Wohnhaus in Stufenform, Rue Vavin Nr. 26–28 im 6. Arrondissement von Paris
- 1913: Geschäfts- und Bürogebäude für Majorelle & Cie, Rue de Provence Nr. 126 im 9. Arrondissement von Paris
- 1916–1927: Mietshaus in Stufenform mit Schwimmbad, Rue des Amiraux Nr. 13 im 18. Arrondissement von Paris
- Um 1919: Wohnhaus des Direktors der SECB in Mimizan im Département Landes (Nouvelle-Aquitaine)
- 1920: Kino Gambetta Palace, Rue Belgrand Nr. 6 im 20. Arrondissement von Paris
- 1922: Wohnhaus, Boulevard Raspail Nr. 137 im 6. Arrondissement von Paris
- 1923–1924: Wohnhaus, Boulevard Raspail Nr. 14–16 im 6. Arrondissement von Paris
- 1923–1925: Wohnhaus, Avenue Sully–Prudhomme Nr. 6 im 7. Arrondissement von Paris, mit dem Bildhauer François Pompon
- 1923–1926: Wohnhaus, Rue Beaujon Nr. 22–24 im 8. Arrondissement von Paris
- 1924: Wohnhaus, Avenue Duquesne Nr. 50 im 7. Arrondissement von Paris
- 1924–1925: Wohnhaus, Rue de la Pompe Nr. 42 im 16. Arrondissement von Paris
- 1925: Villa in Combs-la-Ville im Département Seine-et-Marne (Île-de-France)
- 1926: Wohnhaus, Boulevard Raspail Nr. 19 im 7. Arrondissement von Paris
- 1926: Villa für die Familie von Henri Sauvage in Saint-Martin-la-Garenne im Département Yvelines (Île-de-France), mit Raymond Subes und François Pompon
- 1926: Schule und Rathaus, Place Communale Nr. 30–40 in Étreux im Département Aisne (Hauts-de-France)
- 1926: Garage in der Rue Campagne-Première im 14. Arrondissement von Paris
- 1926–1927: Mietshaus und Künstlerateliers, Studio Building, Rue La Fontaine Nr. 65, Rue du Général Largeau Nr. 2–4, Rue des Perchamps Nr. 21–35 im 16. Arrondissement von Paris
- 1926–1928: Erweiterungsbauten des Kaufhauses La Samaritaine[6], Rue du Pont Neuf/Quai du Louvre im 1. Arrondissement von Paris, in Zusammenarbeit mit Frantz Jourdain
- 1927–1930: Bürogebäude, Rue Saint-Marc Nr. 8 im 2. Arrondissement von Paris
- 1927: Privatclub „Le Sphinx“, Boulevard Edgar-Quinet Nr. 31 im 14. Arrondissement von Paris
- 1927: Villa für Maurice Bunau-Varilla, Rue de Chevreuse Nr. 12 in Orsay im Département Essonne (Île-de-France), in Zusammenarbeit mit dem Architekten Louis-Marie Charpentier
- 1928: Mietshaus, Rue Legendre Nr. 27 im 17. Arrondissement von Paris
- 1928: Mietshaus, Boulevard Maillot Nr. 8 bis in Neuilly sur Seine (Île-de-France)
- 1928–1931: Wohnhaus, Square Gabriel-Fauré Nr. 4 im 17. Arrondissement von Paris, in Zusammenarbeit mit dem Architekten Louis-Marie Charpentier
- 1929–1932: Mietshaus „Le Vert Galant“, Quai des Orfèvres Nr. 42 im 1. Arrondissement von Paris, in Zusammenarbeit mit dem Architekten Louis-Marie Charpentier
- 1931: Hôtel particulier, Villa Madrid Nr. 11 in Neuilly-sur-Seine im Département Hauts-de-Seine (Île-de-France)
- 193: Kaufhaus Decré, Rue du Moulin in Nantes (Pays de la Loire), in Zusammenarbeit mit den Architekten Louis-Marie Charpentier und L. D'Escrivan